# Tereza Neumanová
Tereza Neumanová (Třebíč, 9 agosto 1998) è una ciclista su strada e pistard ceca che corre per l'UAE Team ADQ.

## Palmarès

### Strada
- 2019 (Team Dukla Praha, una vittoria)

Campionati cechi, Prova in linea Elite
- 2021 (Women Cycling Team, una vittoria)

Campionati cechi, Prova in linea Elite
- 2022 (Liv Racing Xstra, una vittoria)

Campionati cechi, Prova in linea Elite

### Pista
- 2018

Campionati cechi, Inseguimento a squadre (con Jarmila Machačová, Lucie Hochmann e Kateřina Kohoutková)

## Piazzamenti

### Grandi Giri
- Giro d'Italia

2022: non partita (7ª tappa)
2023: 72ª
- Vuelta a España

2023: 90ª
2024: ritirata (5ª tappa)

### Competizioni mondiali
- Campionati del mondo

Yorkshire 2019 - In linea Elite: ritirata
Imola 2020 - In linea Elite: 74ª
Wollongong 2022 - In linea Elite: ritirata
Glasgow 2023 - In linea Elite: 56ª
- Giochi olimpici

Tokyo 2020 - In linea: 33ª

### Competizioni continentali
- Campionati europei su strada

Herning 2017 - In linea Under-23: 56ª
Brno 2018 - In linea Under-23: ritirata
Alkmaar 2019 - In linea Under-23: ritirata
Monaco di Baviera 2022 - In linea Elite: 14ª
Drenthe 2023 - In linea Elite: 28ª
- Campionati europei di mountain bike

Svizzera 2020 -
 Eliminator: 8ª
- Campionati europei su pista

Aigle 2018 - Corsa a eliminazione Under-23: 7ª